# Chặng đua GP Abu Dhabi 2020
Chặng đua GP Abu Dhabi 2020 (tên chính thức là Formula 1 Etihad Airways Abu Dhabi Grand Prix 2020) là chặng đua thứ 17, cũng là chặng đua cuối cùng của Giải đua xe Công thức 1 2020. Chặng đua diễn ra từ ngày 11 đến 13 tháng 12 năm 2020 ở Trường đua Yas Marina, UAE. Người chiến thắng là Max Verstappen của đội đua Red Bull Racing.

## Diễn biến chính
Max Verstappen giành pole và có được một chiến thắng tương đối dễ dàng. Về đích thứ hai và ba là các tay đua của đội Mercedes, Valtteri Bottas và Lewis Hamilton.
Người chiến thắng ở chặng đua trước đó là Sergio Peréz phải bỏ cuộc ngay ở vòng 9 do hư động cơ.
Do Hamilton đã vô địch từ trước nên kết quả chặng đua này không có nhiều ý nghĩa. Chung cuộc cả mùa giải Hamilton giành được 347 điểm.

## Kết quả
| Stt                                                         | Số xe | Tay đua            | Đội đua                   | Lap | Thời gian   | Xuất phát | Điểm |
| ----------------------------------------------------------- | ----- | ------------------ | ------------------------- | --- | ----------- | --------- | ---- |
| 1                                                           | 33    | Max Verstappen     | Red Bull Racing-Honda     | 55  | 1:36:28.645 | 1         | 25   |
| 2                                                           | 77    | Valtteri Bottas    | Mercedes                  | 55  | +15.976     | 2         | 18   |
| 3                                                           | 44    | Lewis Hamilton     | Mercedes                  | 55  | +18.415     | 3         | 15   |
| 4                                                           | 23    | Alexander Albon    | Red Bull Racing-Honda     | 55  | +19.987     | 5         | 12   |
| 5                                                           | 4     | Lando Norris       | McLaren-Renault           | 55  | +1:00.729   | 4         | 10   |
| 6                                                           | 55    | Carlos Sainz Jr.   | McLaren-Renault           | 55  | +1:05.662   | 6         | 8    |
| 7                                                           | 3     | Daniel Ricciardo   | Renault                   | 55  | +1:13.748   | 11        | 7    |
| 8                                                           | 10    | Pierre Gasly       | AlphaTauri-Honda          | 55  | +1:29.718   | 9         | 4    |
| 9                                                           | 31    | Esteban Ocon       | Renault                   | 55  | +1:41.069   | 10        | 2    |
| 10                                                          | 18    | Lance Stroll       | Racing Point-BWT Mercedes | 55  | +1:42.738   | 8         | 1    |
| 11                                                          | 26    | Daniil Kvyat       | AlphaTauri-Honda          | 54  | +1 lap      | 7         |      |
| 12                                                          | 7     | Kimi Räikkönen     | Alfa Romeo Racing-Ferrari | 54  | +1 lap      | 15        |      |
| 13                                                          | 16    | Charles Leclerc    | Ferrari                   | 54  | +1 lap      | 12        |      |
| 14                                                          | 5     | Sebastian Vettel   | Ferrari                   | 54  | +1 lap      | 13        |      |
| 15                                                          | 63    | George Russell     | Williams-Mercedes         | 54  | +1 lap      | 16        |      |
| 16                                                          | 99    | Antonio Giovinazzi | Alfa Romeo Racing-Ferrari | 54  | +1 lap      | 14        |      |
| 17                                                          | 6     | Nicholas Latifi    | Williams-Mercedes         | 54  | +1 lap      | 18        |      |
| 18                                                          | 20    | Kevin Magnussen    | Haas-Ferrari              | 54  | +1 lap      | 20        |      |
| 19                                                          | 51    | Pietro Fittipaldi  | Haas-Ferrari              | 53  | +2 laps     | 17        |      |
| Ret                                                         | 11    | Sergio Pérez       | Racing Point-BWT Mercedes | 8   | Power unit  | 19        |      |
| Fastest lap: Daniel Ricciardo (Renault) – 1:40.926 (lap 55) |       |                    |                           |     |             |           |      |

Nguồn: Trang chủ Formula1